# 李希洛
李希洛（1523年—？），字宗程，号一斋，山西太原左衛軍籍直隸江都縣人，明朝政治人物。

## 生平
嘉靖二十五年（1546年）丙午科山西鄉試第三名舉人。嘉靖三十二年（1553年），登癸丑科三甲第二百一十名進士。工部观政。歷官直隸永平府昌黎縣知縣。時關中地震，民多死傷，以希洛善于撫綏，遂移知渭南縣。至則掩骸埋胔，招恤流亡，渭南人建祠祀之。三十六年八月行取第一，拜户科给事中，首弹总督胡宗宪贪肆，与首辅嚴嵩相忤，尋以母憂歸里。事兄通判希濂愛敬純篤，里人婚喪不能舉者，傾資周貸。歲饥，煮粥食人，全活甚多。所著有《益言録》、《政學訓言録》、《明儒要言》、《性理要约集》、《夢心記》。

## 家族
曾祖李榮；祖父李瑛；父李鎮。前母盛氏；母張氏。慈侍下。兄李希濂（通判）。